# صوفي من ساكس-كوبرغ-سالفيلد
صوفي فريدريكا كارولين لويز من ساكس-كوبرغ-سالفيلد (بالألمانية: Sophie von Sachsen-Coburg-Saalfeld)‏ (19 أغسطس 1778 - 9 يوليو 1835)؛ كانت أميرة ساكس كوبورغ سالفيلد بالميلاد؛ بحيث أنها الأبنة الكبرى لـ فرانز، دوق ساكس-كوبرغ-سالفيلد وأوغستا من رويس-إبرسدورف، هي شقيقة الكبرى لـ ليوبولد الأول ملك بلجيكا، وعمة الأمير ألبرت وفرناندو الثاني ملك البرتغال وخالة الملكة فيكتوريا.
تزوجت في 23 فبراير 1804 من إيمانويل فون مينسدورف-بويلي، وأنجبت له ستة أبناء، ومن بينهم ألكسندر فون مينسدورف-بويلي وزير الخارجية ورئيس الوزراء في النمسا في ستينيات القرن التاسع عشر.